# Хмельницький (станція)
Хмельницький — проміжна залізнична станція 1-го класу Жмеринської дирекції Південно-Західної залізниці на електрифікованій дільниці Жмеринка — Гречани між зупинними пунктами Ракове (5 км) та Кам'янецький Переїзд (3 км). Розташована в  обласному центрі Хмельницької області.
За даними «Інвестиційного атласу України», вокзал станції Хмельницький щорічно обслуговує 1,6 млн пасажирів, загальна його площа становить 8700 м².

## Історія
У 1871 році в історії Проскурова відбулася знаменна подія, що істотно вплинула на подальший розвиток міста, — у вересні було завершене будівництво залізничної лінії Жмеринка — Проскурів — Волочиськ. Станція відкрита 21 вересня (3 жовтня) 1871 року. До 26 березня 1954 року мала назву Проскурів, з 1954 по 1973 роки — Хмельницька. Одночасно з розбудовою станції був споруджений вокзал, що одразу посів у житті проскурівчан визначне місце.
Станцію було закладено за межами Проскурова — на пустирі, серед заболоченої місцевості, неподалік від поштового шляху на Летичів. Для сполучення між містом і станцією розпочалося спорудження дороги. Через болото, що займало площу сучасного стадіону і міської лікарні, був зроблений насип і прокладене, як тоді називали «соше». Воно фактично стало продовженням вулиці Олександрівської (нині — вул. Проскурівська) і пролягала «…від Циганської Поперечної (нині — вул. Івана Франка) до вокзалу». Саме цей «вокзальний відрізок», відкриття якого відбулося у 1886 році, був першою в Проскурові вулицею з бруківки. Від того моменту чітко визначається напрямок забудови міста — на схід, вздовж залізниці. Згідно з «Перспективним планом розвитку Проскурова 1888 року», у місті прокладаються нові вулиці — Велика Вокзальна та Мала Вокзальна (сучасні — вулиці Шевченка та Пилипчука).
Рух поїздів через станцію Проскурів майже до початку XX століття був досить незначним. У 1885 році за добу проходило лише чотири поїзди: два кур'єрських та два пасажирських, причому останні курсували лише з весни по осінь. Для місцевого світського товариства було традицією у вихідні дні та свята проводити свій полуденний час на вокзалі. Справа в тому, що о 13:50 прибував з Відня кур'єрський поїзд № 4, а о 14:35 у зворотному напрямку прямував поїзд № 3. За годину-півтори до прибуття поїздів на вокзалі збиралася міська еліта. Чоловіки вели розмови, дами прогулювалися по перону, демонструючи нове вбрання, а в приміщенні вокзалу працював ресторан. Поїзди прибували з  інтервалом в 45 хвилин — один прямував до австрійської столиці, інший — зворотно. Вони привозили пошту, свіжі газети і журнали, новини зі столиці та Європи.
Рух через станцію пожвавився лише після того, як впродовж 1914—1916 роках було завершено прокладання залізниці на Кам'янець-Подільський та Шепетівку, а Проскурів стає важливим залізничним вузлом. У тодішньому приміському селі Гречани була побудована однойменна залізнична станція, паровозне депо, майстерні. В центрі міста розташовувалося управління Подільської залізниці. Керуючим залізницею було призначено Бориса Бутенка, який у 1918 року отримав посаду Міністра шляхів УНР. Управління займало найкращу споруду Проскурова — будинок Берлянда, який знаходився на місці скверу зі скульптурою «Ангела скорботи» на розі сучасних вулиць Свободи та Проскурівської (будівля не зберіглася).
В перші дні німецько-радянської війни у 1941 році будинок Берлянда був зруйнований вибухом під час відступу Червоної армії. За легендою, таким чином були знищені архіви державних установ, які у довоєнні роки були розміщені у цьому будинку.
Розташування Проскурова в прикордонній зоні певною мірою впливало і на роботу станції. Щороку режим на залізниці ставав все жорсткішим з відстеженням пасажиропотоку.
У 1920-х роках  починають активно боротися з пасажирами-спекулянтами, їх сотнями відловлювали у вагонах поїздів київського напрямку. Таким чином у роки НЕПу серед мешканців Проскурова процвітав такий бізнес: малими групами проскурівчани нелегально перетинали польський кордон, закуповували там різноманітні товари і везли їх на продаж у Київ, Харків, Донбас. Саме з такими явищами рішуче боролися, проводячи регулярні міліцейські рейди в поїздах.
У 1930-х роках залізницю фактично перевели на воєнний стан. В поїздах, що прямували до Проскурова, на станції Деражня цивільну бригаду змінювала військова бригада, бо місто Проскурів вважалося «закритим». Для того, щоб проїхати до Проскурова, мешканцям інших областей потрібно було заздалегідь подати заявку і отримати перепустку.
Під час німецько-радянської війни станційні споруди, у тому числі вокзал, були суттєво пошкоджені, у повоєнні роки постало питання про будівництво нового вокзалу. 
Зміни настали після закінчення німецько-радянської війни. У 1950-х роках у Проскурові розгорнулося масштабне будівництво. Поштовхом до цього стало надання місту статусу обласного центру (офіційно — з 1941, а фактично з 1944 року).

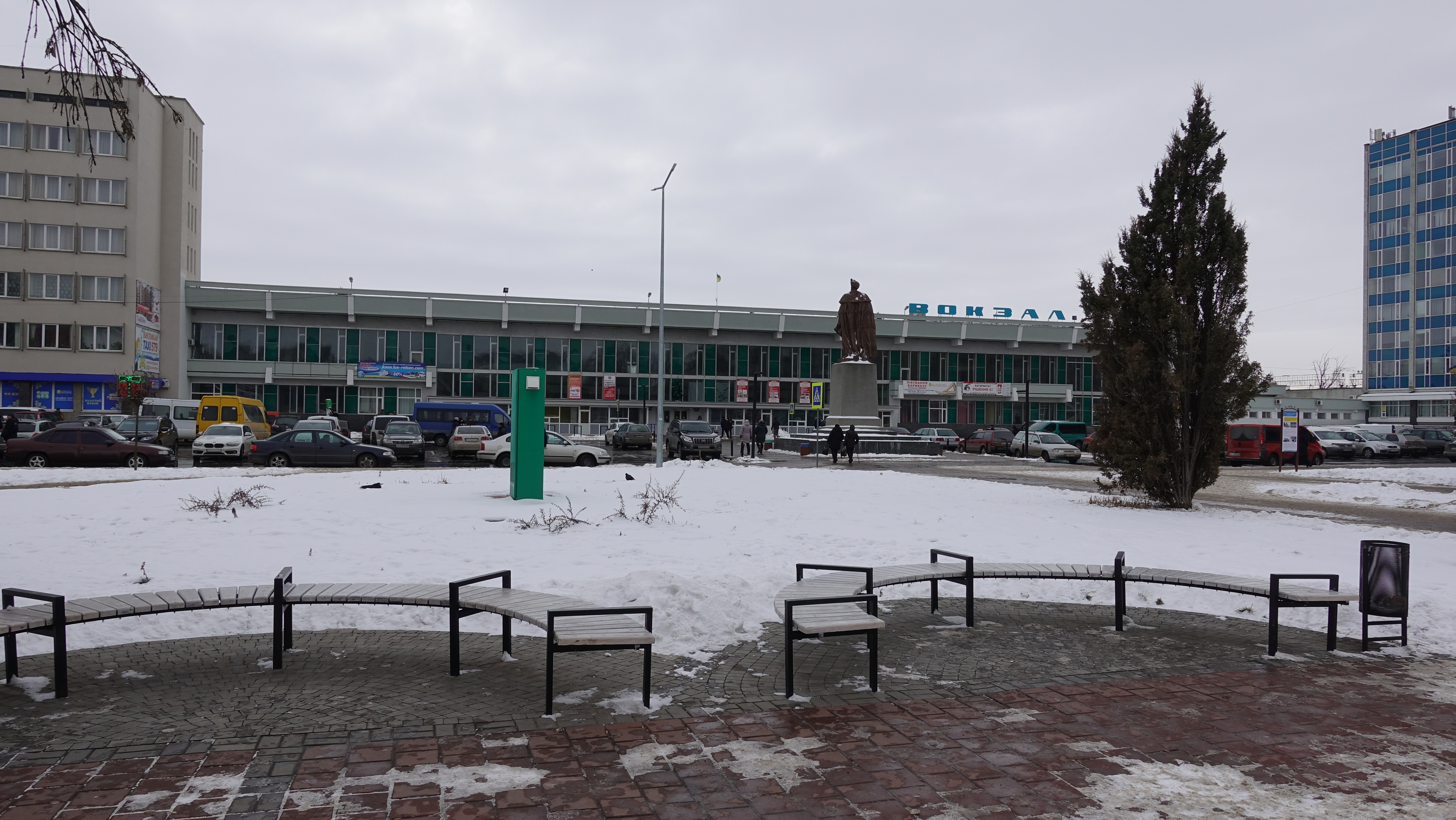
Привокзальна площа
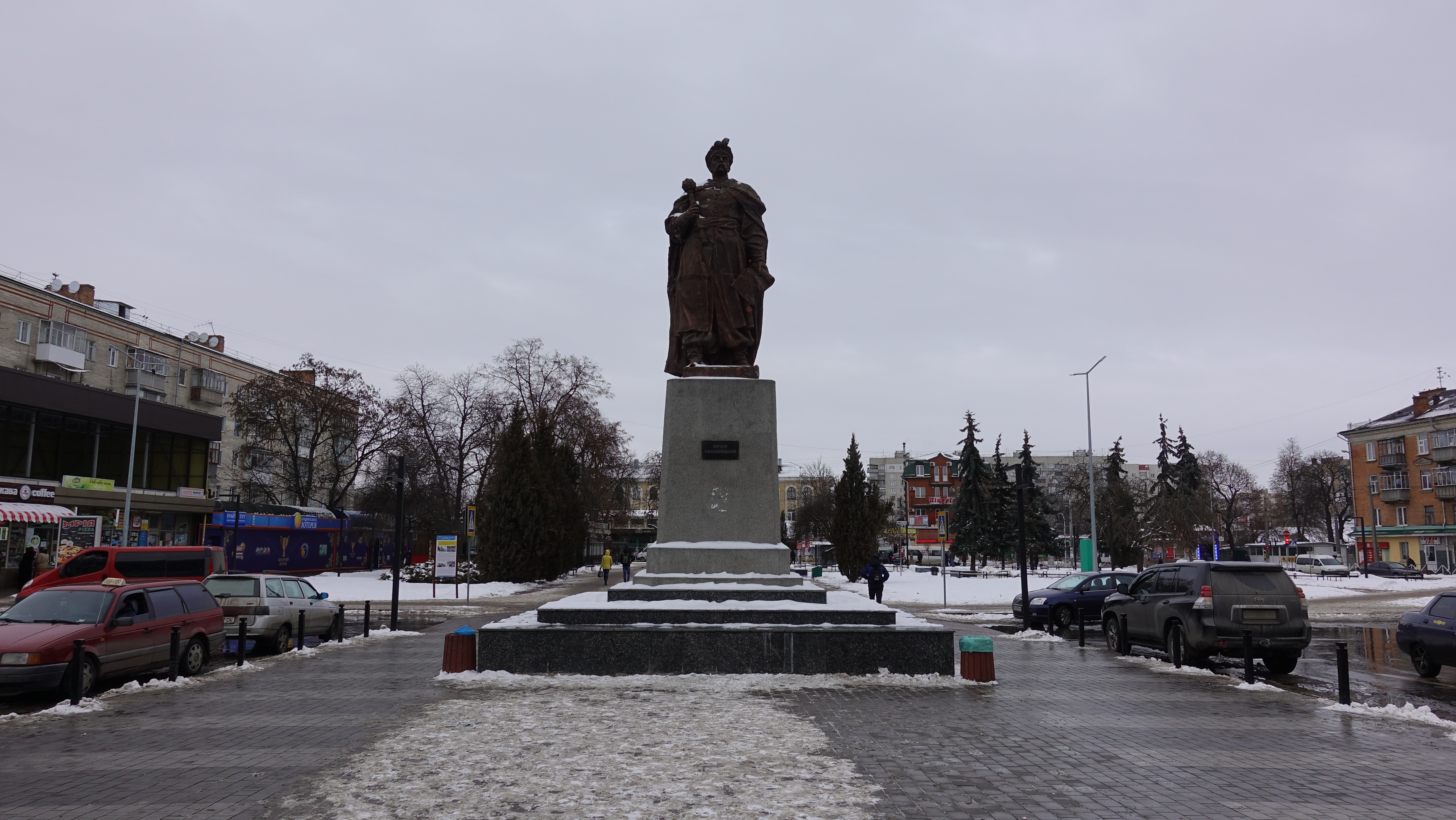
Пам'ятник Богданові Хмельницькому

Серед новобудов був і вокзал. У 1951—1952 роках зносять перше старе приміщення вокзалу, необладнаний ринок біля нього та кволі будиночки поруч. На їхньому місці виростає нова вокзальна будівля, побудована у 1952 році, проєкт розробив «Київдіпротранс», архітектор Пестряков І. С. (він на початку 1950-х років запроєктував Будинок культури залізничників у Харкові та Бересті, вокзали у Новокузнецьку, Барнаулі, Магнітогорську). Після побудови вокзалу, формується привокзальна площа, центр якої з 1955 року прикрасив пам'ятник Богданові Хмельницькому (скульптори М. Вронський та О. Олійник).
У 1954 році, разом з перейменуванням міста, змінена назву і станції Проскурів в Хмельницький
У 1980 році будівля вокзалу повністю реконструйована. До старого приміщення добудували цілий комплекс споруд: адміністративний корпус, касові зали, багажне відділення, просторий вестибюль. Якщо раніше вокзал міг одночасно прийняти 300 пасажирів, то нині — 1800.

Пам'ятник Богданові Хмельницькому на Привокзальній площі
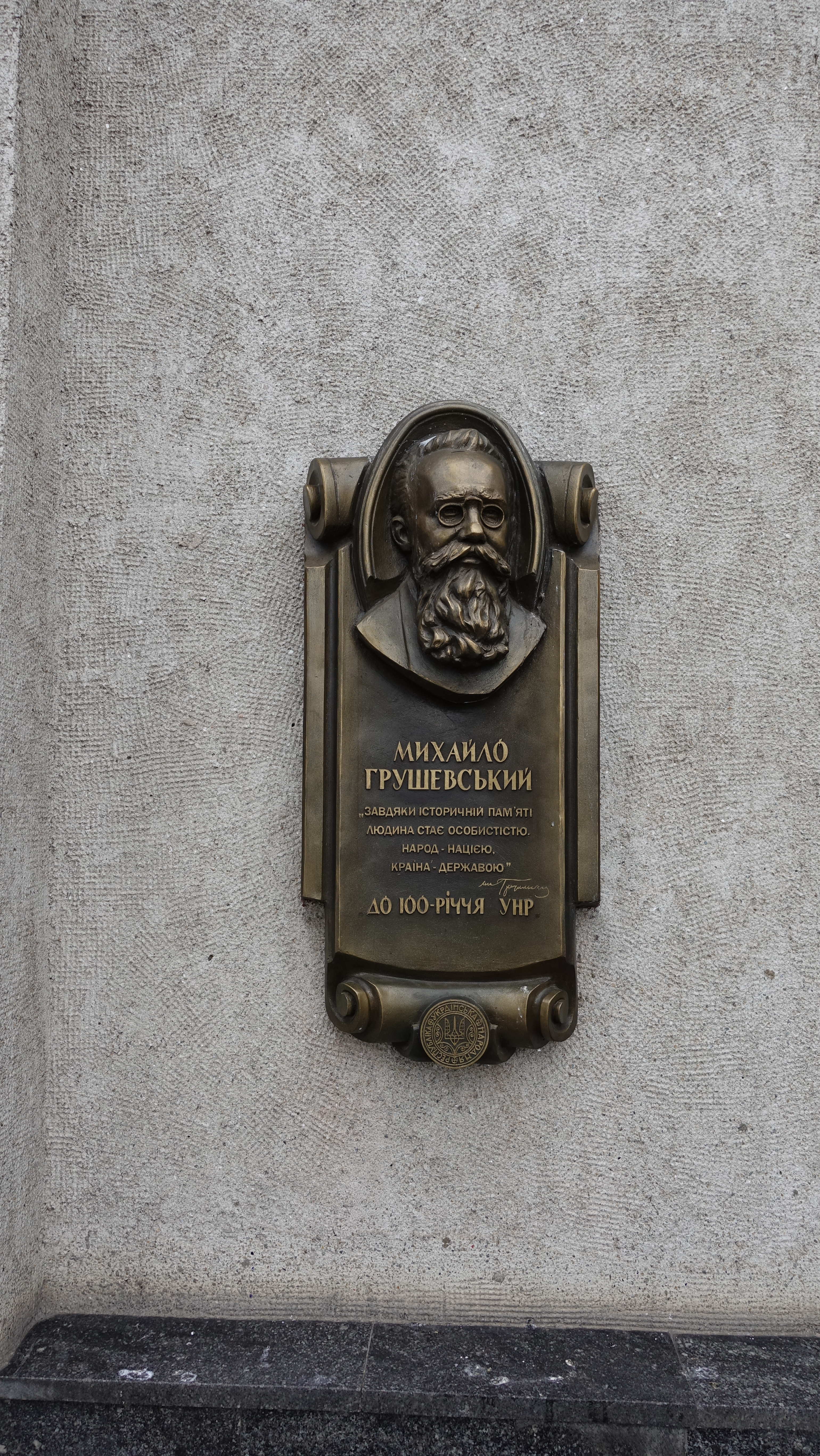
Меморіальна дошка на фасаді вокзалу Михайлу Грушевському

У 1984 році відбулась чергова капітальна реконструкція вокзалу.
У 1990-ті роки хмельничани організували біля вокзалу стихійний ринок, де продавали різний товар. Він проіснував 15 років, але місцева влада переконала продавців згорнути торгівлю та перенести в інше місце .
У 1994 році станцію електрифіковано змінним струмом у складі дільниці Жмеринка – Гречани.
7 листопада 2017 року на фасаді хмельницького залізничного вокзалу відкрито меморіальну дошку видатному українському історику, громадському та політичному діячеві Михайлові Грушевському, з нагоди відзначення 100-річчя Української революції. Місце для встановлення меморіальної дошки обрали не випадково, адже є документально підтверджені факти про те, що Михайло Грушевський перебував саме на вокзалі у Проскурові. Автор меморіальної дошки — скульптор Роман Албул.

Залізничний вокзал
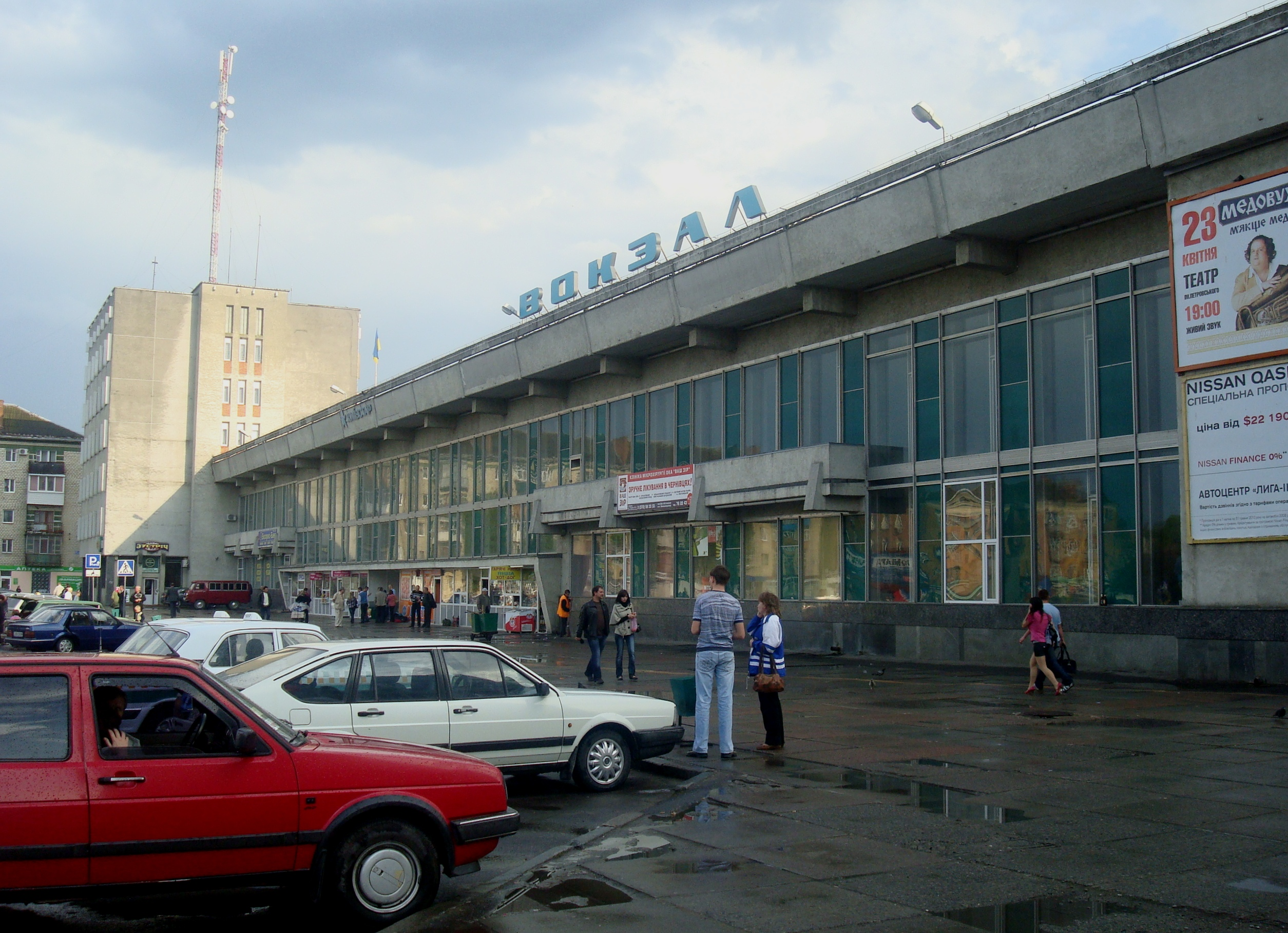
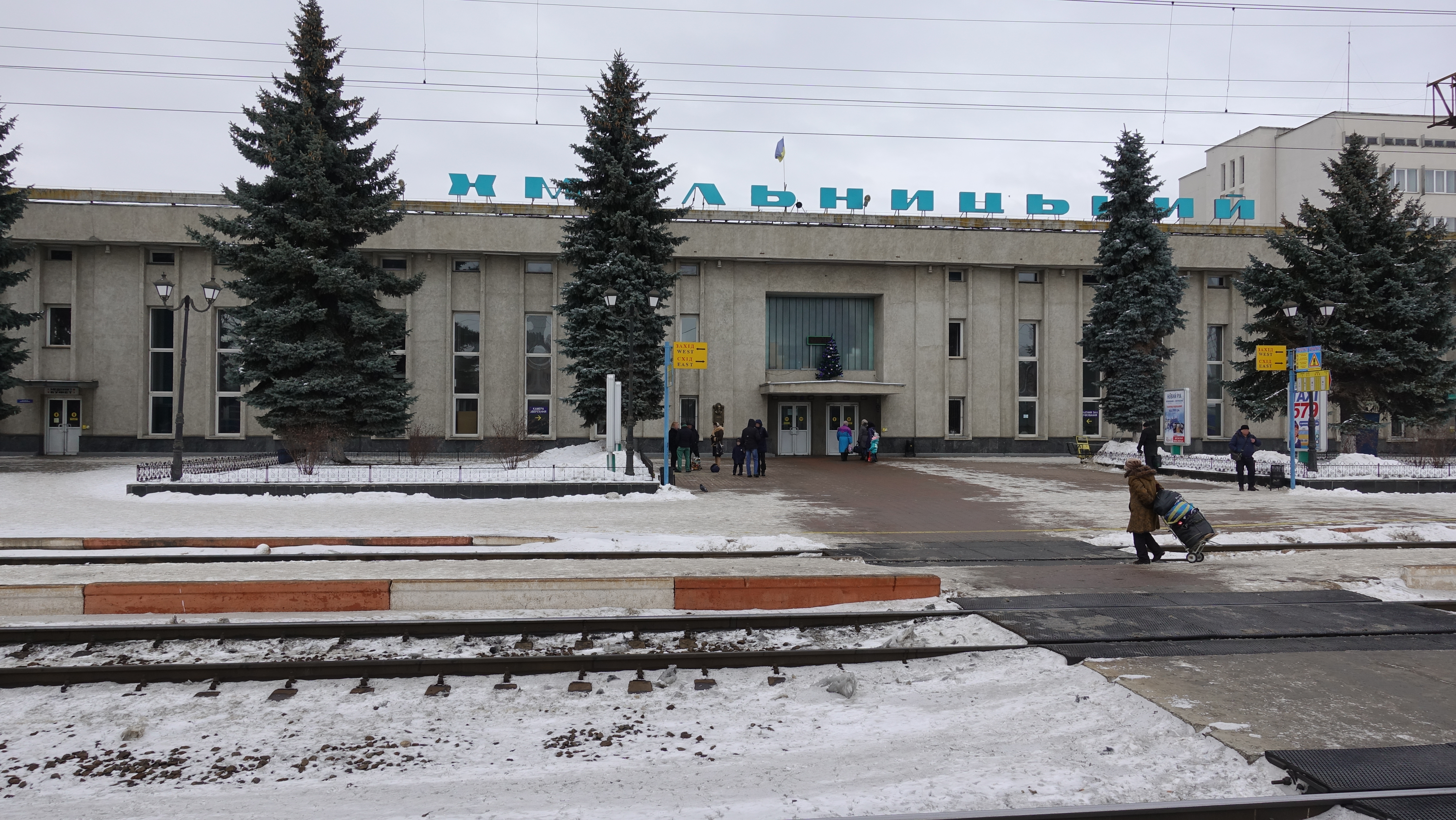
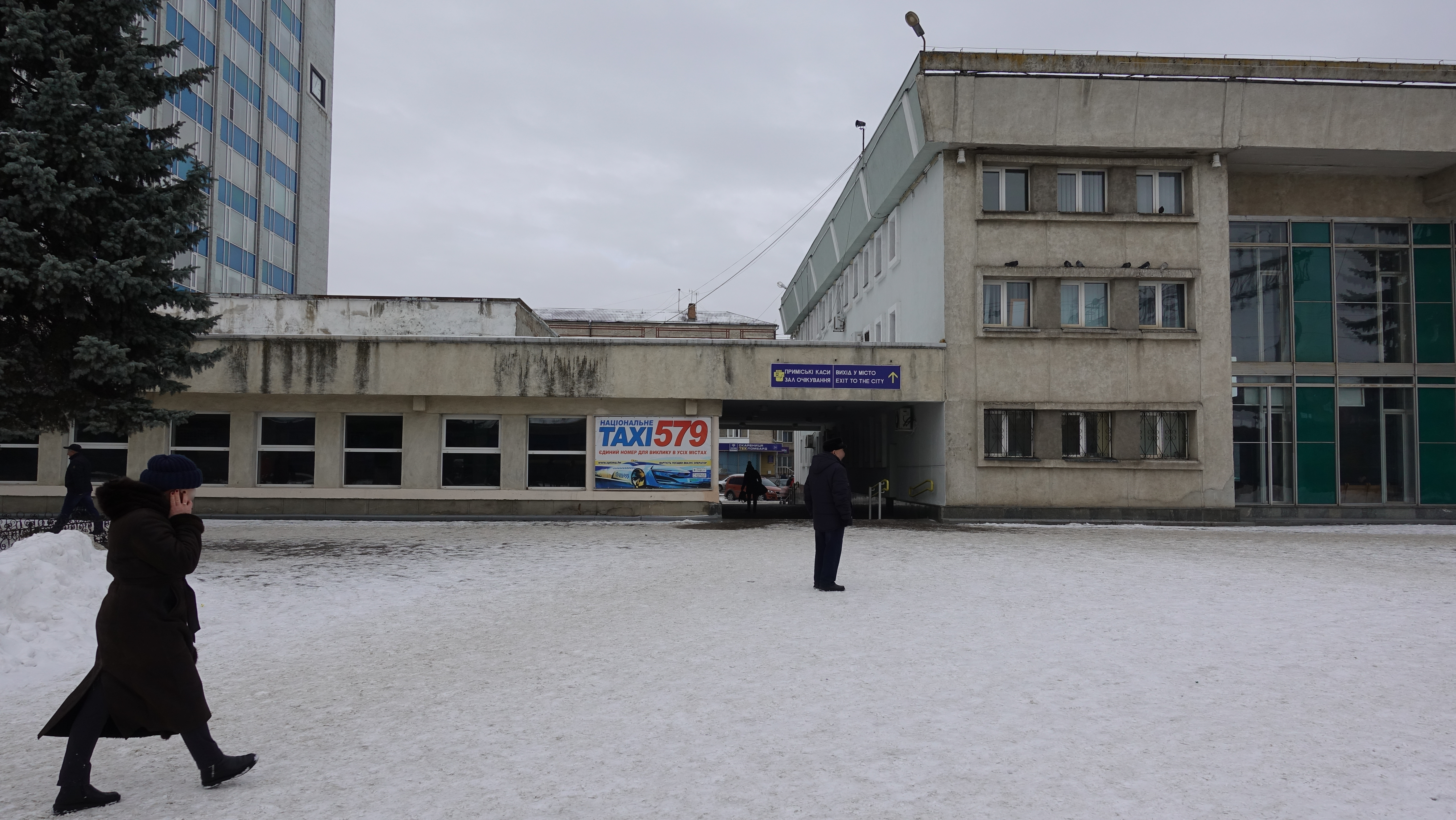
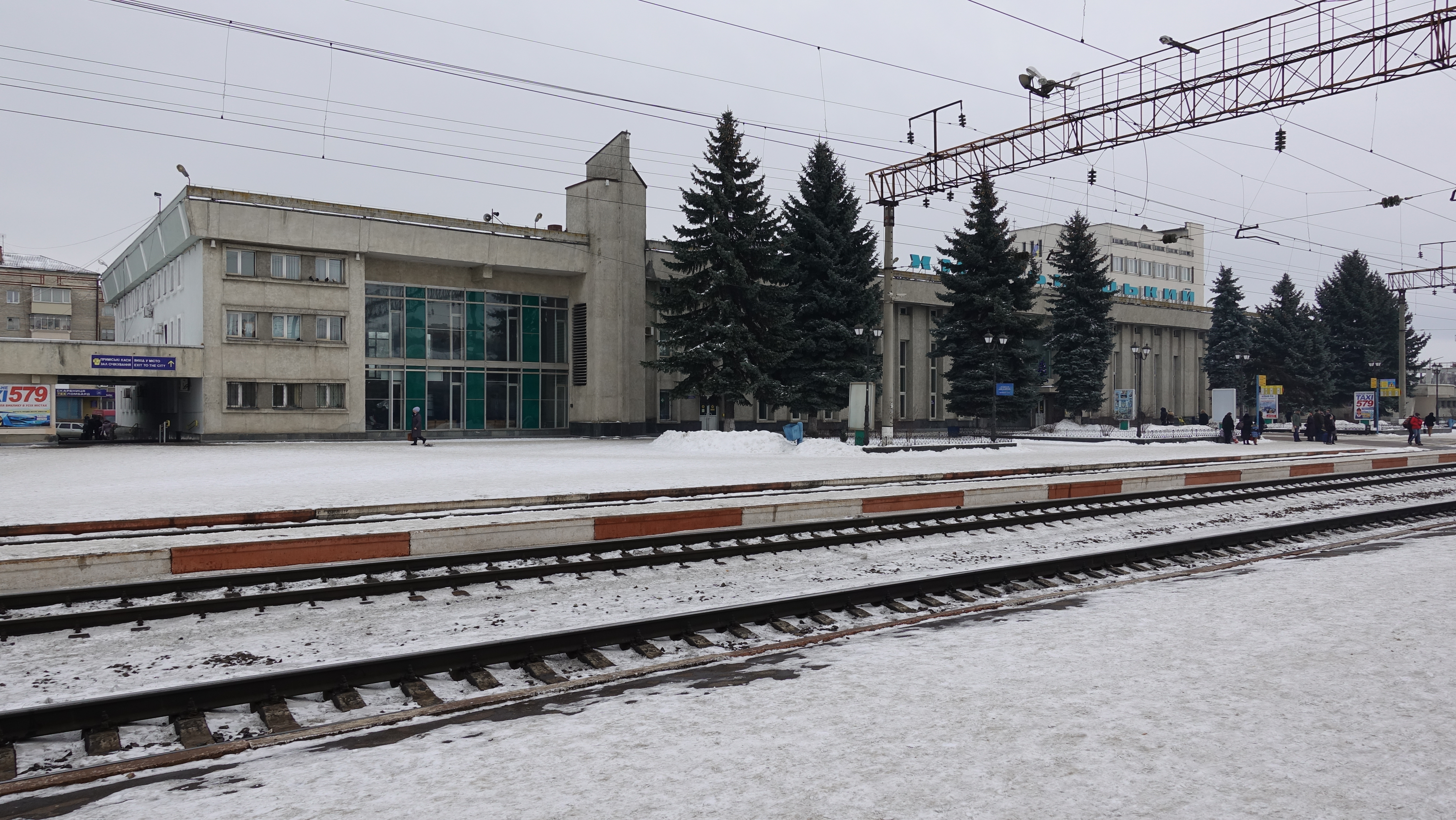

У 2018 році вокзал станції увійшов у топ-10 найбільш завантажених вокзалів України, який обслужив 1,6 млн пасажирів у далекому сполученні, з них на посадку — 0,78 млн пасажирів, висадку — 0,79 млн пасажирів.
У перспективі передбачено, що через Хмельницький проляже міжнародний високошвидкісний залізничний маршрут, а залізничний вокзал зазнає реконструкції.
З 20 травня 2022 року «Укрзалізниця» призначила у щоденному курсуванні регіональний експрес № 771/772 сполученням Київ — Хмельницький.

## Діяльність
Хмельницький є залізничним вузлом, через який проходять дві лінії:
- двоколійна електрифікована лінія зі Жмеринки до Волочиська (зі сходу на захід);
- одноколійна неелектрифікована лінія з Шепетівки до Ларги (з півночі на південь).

Розгалуження знаходиться на станції Гречани, за 7 км на захід від станції Хмельницький.

## Поїзди далекого сполучення

### Жмеринський напрямок (схід)
У жмеринському напрямку з Хмельницького можна дістатися до Києва, Дніпра, Одеси, Запоріжжя, Маріуполя, Харкова, Херсону, Шостки, Кривого Рогу тощо.

### Тернопільськийнапрямок (захід)
У тернопільському напрямку з Хмельницького можна дістатися Перемишля (Польща), Будапешту (Угорщина), Праги (Чехія), Жиліни (Словаччина), Братислави (Словаччина), Львова, Івано-Франківська, Рахова, Коломиї, Чернівців, Ужгорода, Трускавця, Чопа тощо.

### Старокостянтинівськийнапрямок (північ)
У Старокостянтинівському напрямку з Хмельницького можна дістатися до Києва, Вінниці, Шепетівки.
До аварії на Чорнобильській АЕС курсував пасажирський поїзд «Поділля» № 192/191 сполученням Хмельницький — Москва, що прямував через станції Старокостянтинів I, Новоград-Волинський I, Овруч, Янів, Чернігів. З 29 квітня 1986 року залізничний рух через станцію Янів закритий для експлуатації, поїзда № 192/191 сполученням Хмельницький — Москва з 30 квітня 1986 року змінено маршрут руху через станцію Київ-Пасажирський (нині скасований).

### Ярмолинецькийнапрямок (південь)
У ярмолинецькому напрямку є можливість дістатися до Кам'янця-Подільського. З березня 2016 року призначено вагон безпересадкового сполучення Київ — Бухарест (до 2021 року  курсував в складі фірмового поїзда «Буковина»).

## Поїзди приміського сполучення

### Жмеринськийнапрямок (схід)
Щоденно зі станції Гречани (околиця Хмельницького) до Жмеринки та у зворотному напрямку курсують 5 електропоїздів:
- регіональний поїзд № 831/832 до Києва (курсує щоденно). Має три приміські вагони до Жмеринки. Зворотно — три приміські вагони від Козятина до Гречан.
- 3 електропоїзди Гречани — Жмеринка, 1 приміський поїзд Гречани — Жмеринка — Козятин I.
- зворотно: два електропоїзди Жмеринка — Гречани, по одному електропоїзду Козятин — Гречани та Жмеринка — Підволочиськ.

У середньому час в дорозі до станції Жмеринка займає дві години, відстань — 99 км.
Зі станції Жмеринка є можливість здійснити пересадки на приміські поїзди до станцій Козятин I (через Вінницю), Вапнярка та Могилів-Подільський (через станцію Бар).

### Волочиськийнапрямок (захід)
З Хмельницького щоденно в обох напрямках відправляються два електропоїзди до станції Волочиськ та один до станції Підволочиськ.
В середньому час в дорозі до станції Волочиськ займає 1,5 години, відстань — 62 км.
Зі станцій Волочиськ та Підволочиськ з усіх електропоїздів є узгоджена пересадка на електропоїзди до станції Тернопіль без тривалого очікування.

### Ярмолинецькийнапрямок (південь)

#### НаЛаргу
З Хмельницького через Ярмолинці та Кам'янець-Подільський в обидва напрямки курсують приміські поїзди до станції Ларга (один щоденно, а інший щоденно, окрім середи) та ще один до Кам'янця-Подільського (щоденно).
В середньому час в дорозі до станції Ларга становить 3,5 години, відстань — 153 км. До Кам'янця-Подільського час в дорозі становить близько двох годин — 113 км.

#### НаГусятин
З Хмельницького через Ярмолинці по п'ятницях та неділях раніше курсував приміський поїзд до станції Гусятин. У зворотному напрямку курсував по суботах та понеділках (з 2012 року скасований).
У середньому час у дорозі до станції Гусятин становив 4,5 години, відстань — 109 км.
Зі станції Гусятин була можливість  здійснити пересадку до станції Чортків та Бучач.

Поїзди на станції Хмельницький
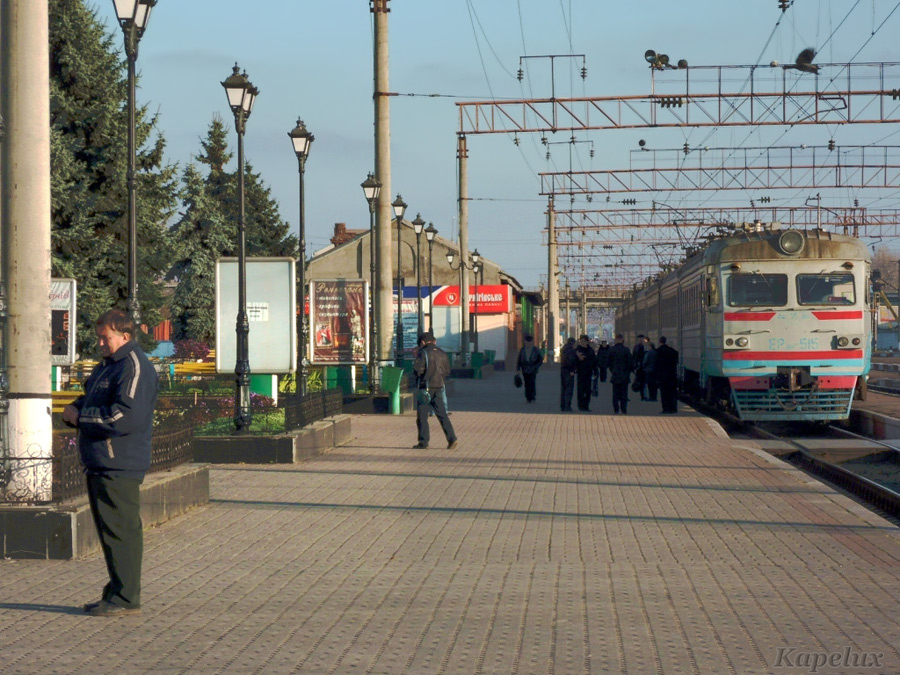
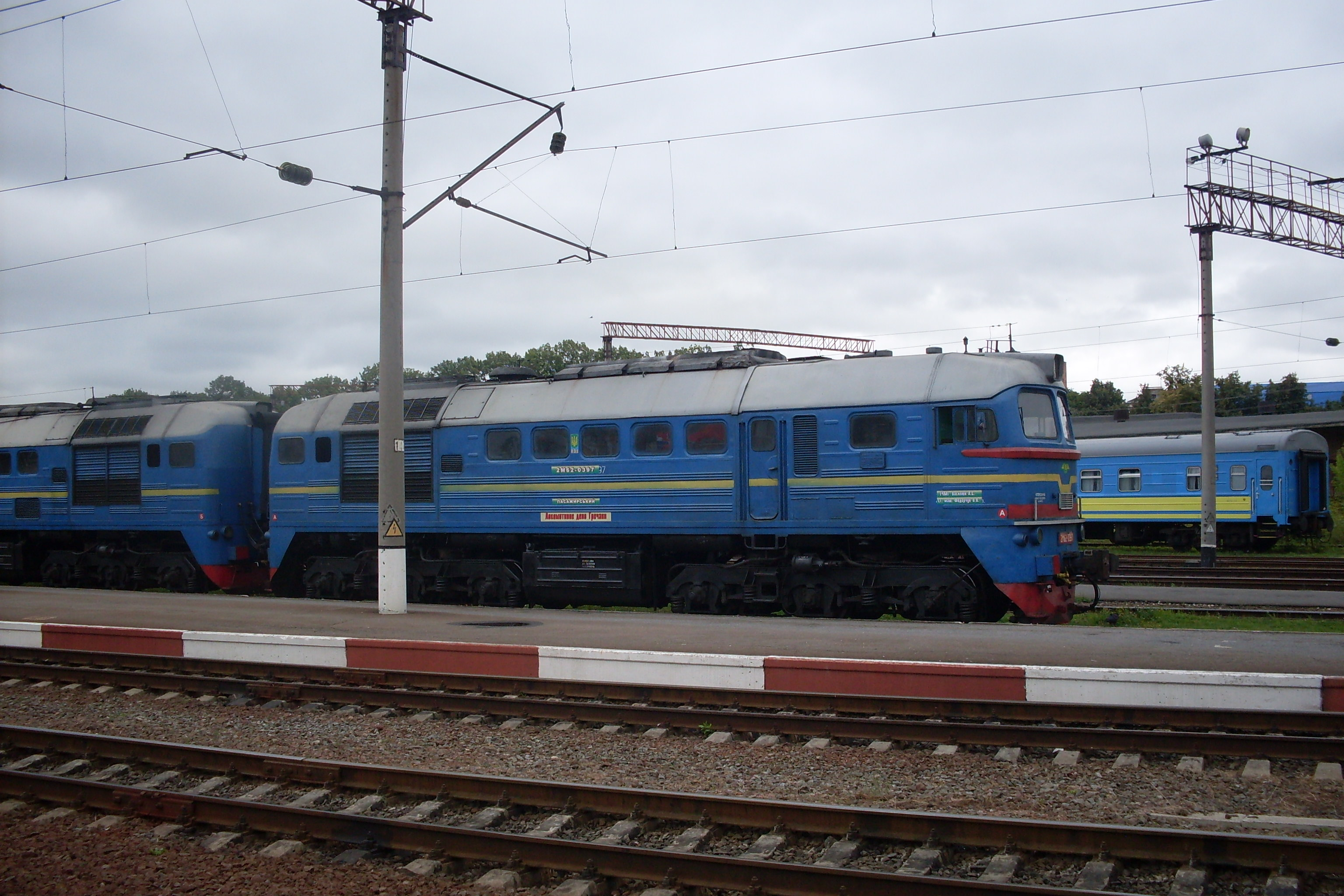
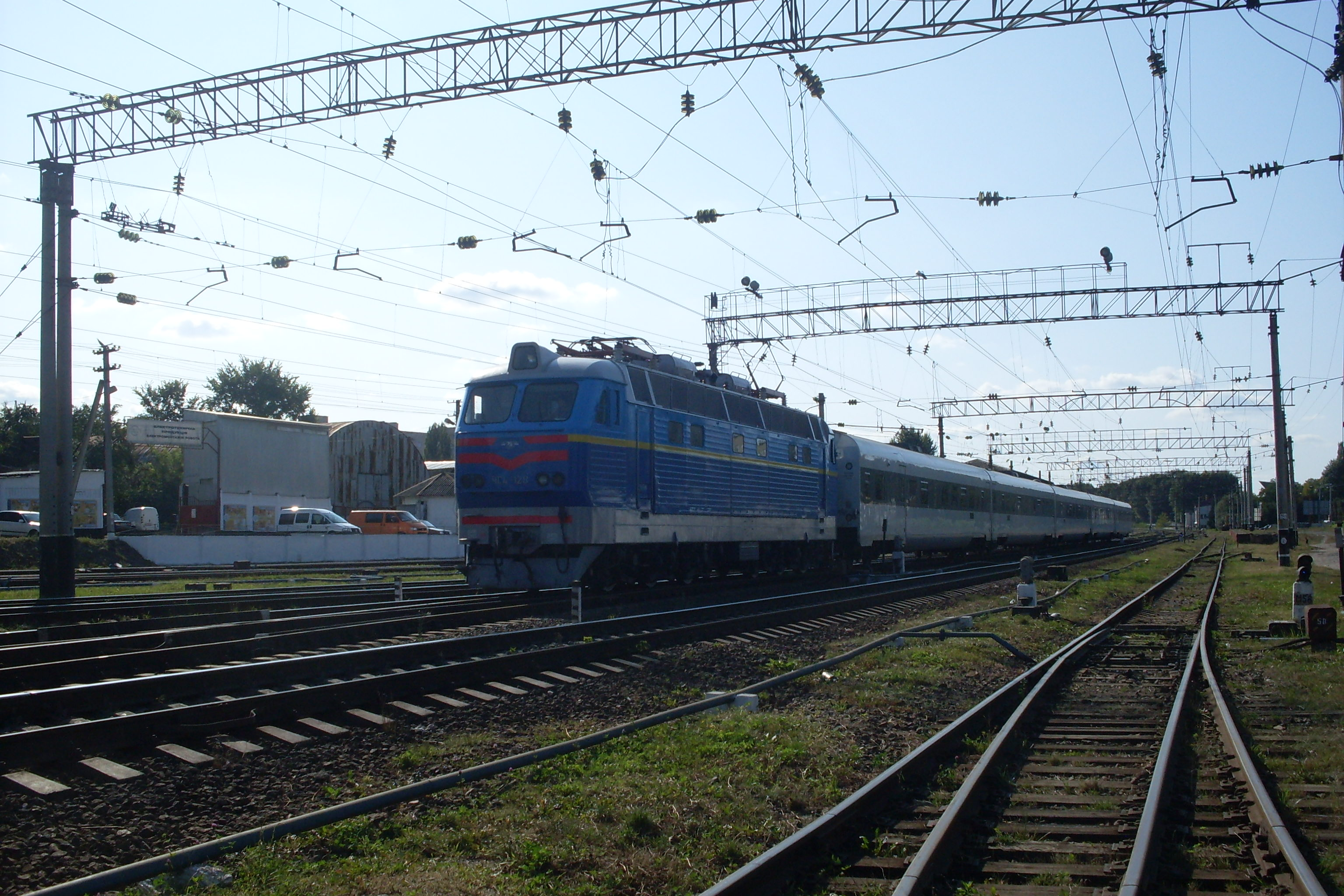
«Інтерсіті» сполученням Тернопіль — Дарниця
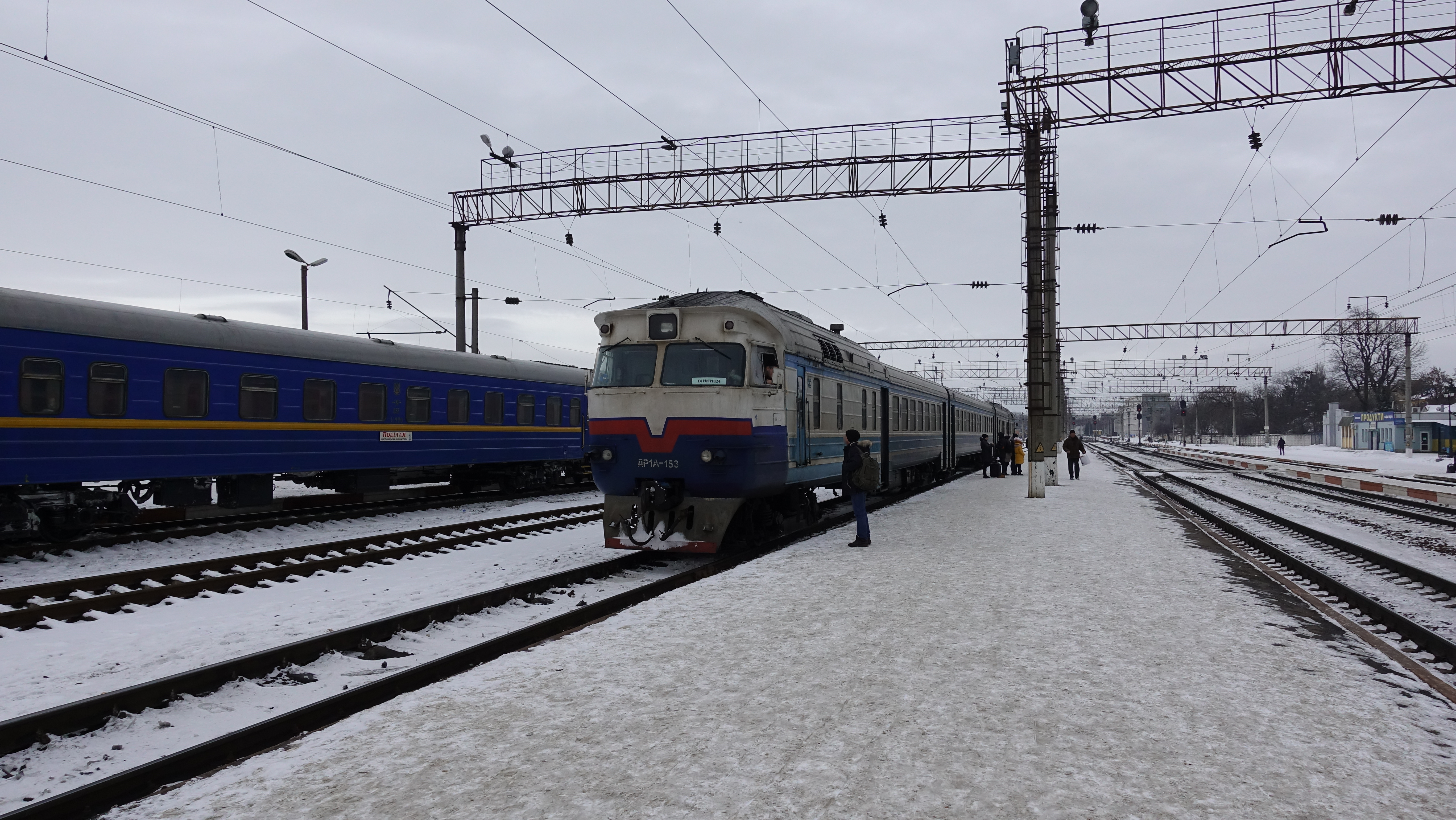
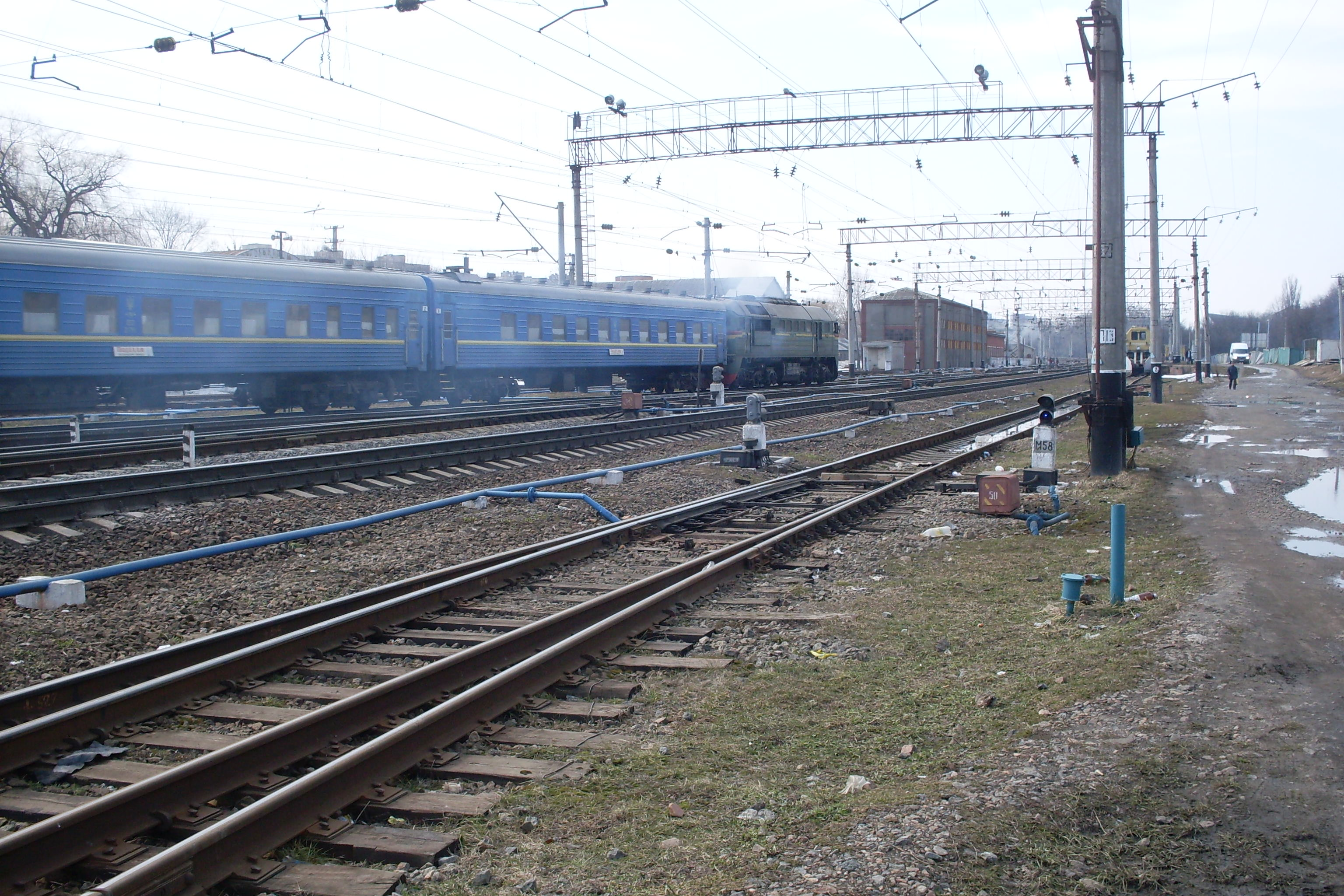

## Послуги на вокзалі

#### Послуги багажного відділення
- Попереднє приймання від пасажирів багажу та вантажобагажу
- Надання відправникові багажу або вантажобагажу бірки або бланк-заяви, ярлика
- Маркування місця багажу, вантажобагажу
- Окантування (упакування) 1-го місця багажу або вантажобагажу
- Перевірка ваги (зважування) багажу, вантажобагажу, ручної поклажі
- Повідомлення одержувача про прибуття на його адресу багажу та вантажобагажу
- Зберігання прибулого багажу та вантажобагажу понад встановлений термін
- Підвезення багажу, вантажобагажу
- Повернення плати за невідправлений багаж.

#### Камери схову
- Зберігання ручної поклажі в стаціонарній камері схову
- Зберігання великогабаритних речей, у тому числі тих, які не відносяться до ручної поклажі.

#### Послуги носія
- Перевезення носієм великогабаритної ручної поклажі
- Перевезення носієм 1 місця ручної поклажі.

#### Відпочинок та очікування
- Проживання транзитних пасажирів в кімнатах відпочинку
- Проживання пасажирів в номерах класу «Люкс».
- Користування залом чекання.

#### Інші послуги
- Видача складних довідок
- Видача письмових довідок
- Видача довідки по місту, області.
- Оголошення по вокзальному радіо інформації на прохання пасажира
- Продаж розкладів руху поїздів
- Доставка квитків за місцем проживання
- Послуги прасування одягу
- Послуги платного туалету
- Послуги перукарні
- Послуги ксероксу
- Послуги факсу
- Використання телефону
- Продаж телефонних карток.

#### Сервіс-центр
- Продаж квитка в прямому і місцевому сполученні
- Ламінування аркуша А4
- Ламінування аркуша А3
- Ламінування аркуша одного формату
- Знаходження у залі очікування
- Оголошення інформації по гучномовцю
- Надання складної довідки
- Користування телефоном
- Передача та прийом факсу
- Ксерокопіювання
- Продаж книг та газет
- Продаж телефонних карток.

Приміщення вокзалу
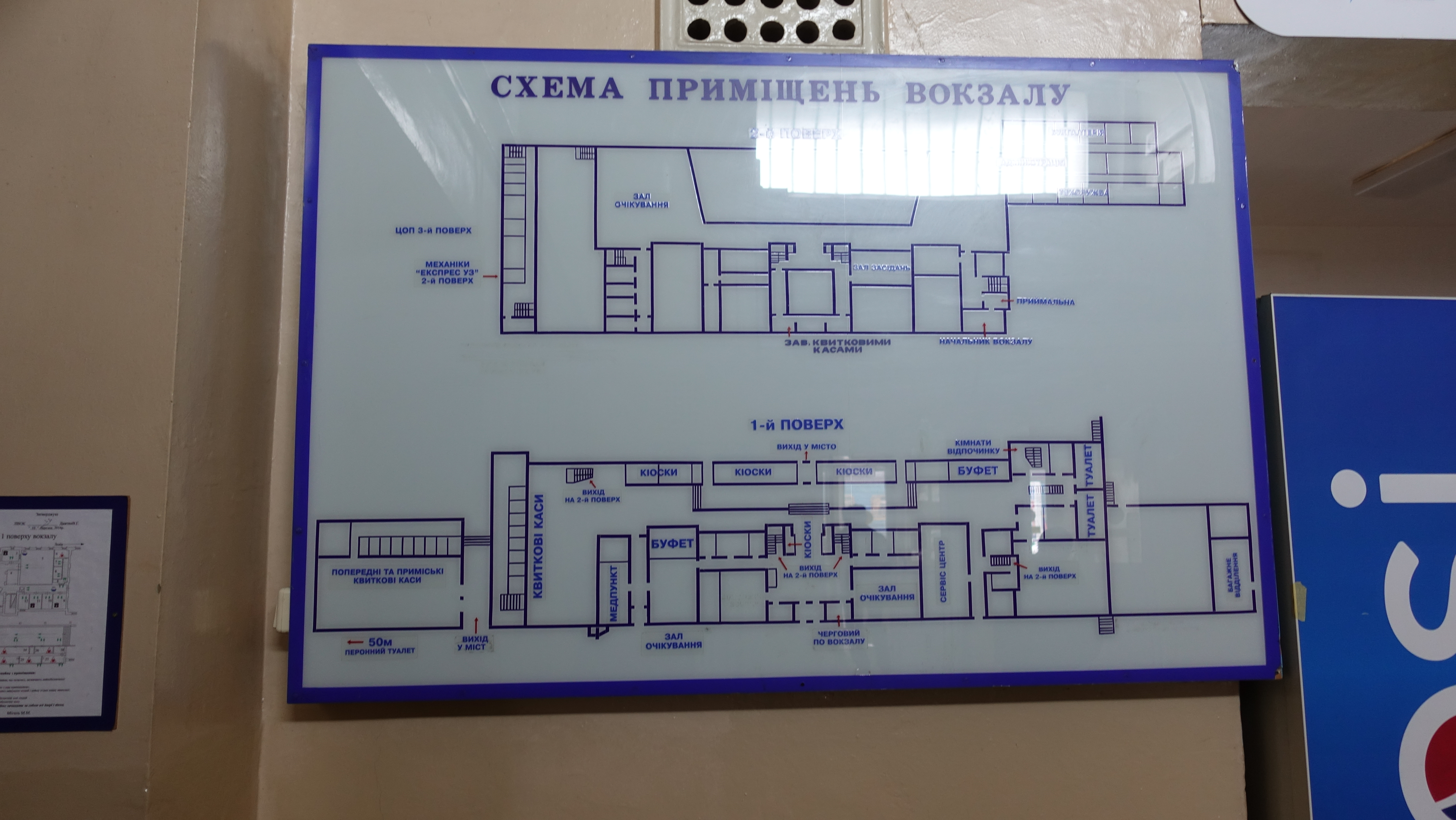
Схема приміщень вокзалу
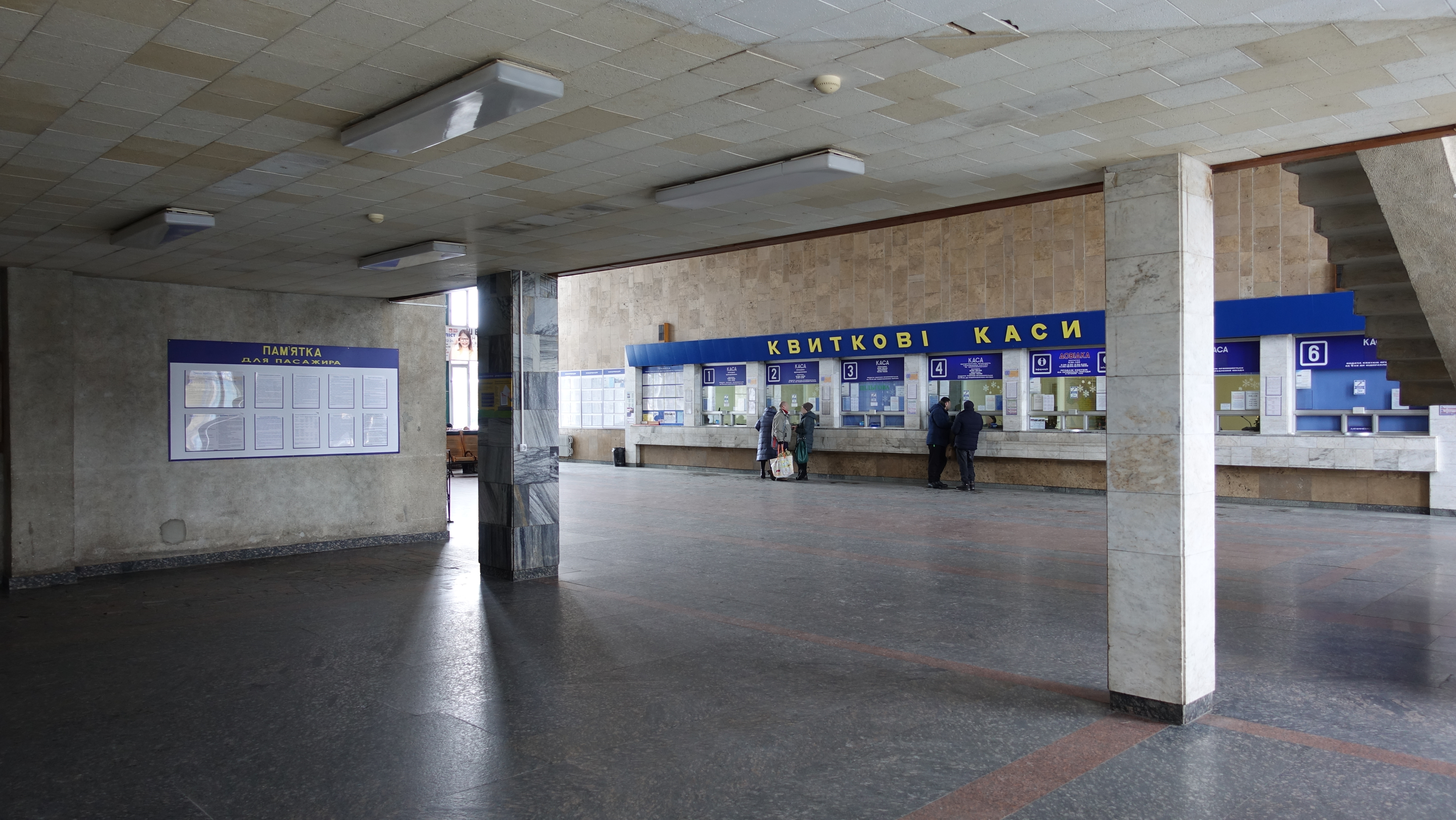
Квиткові каси
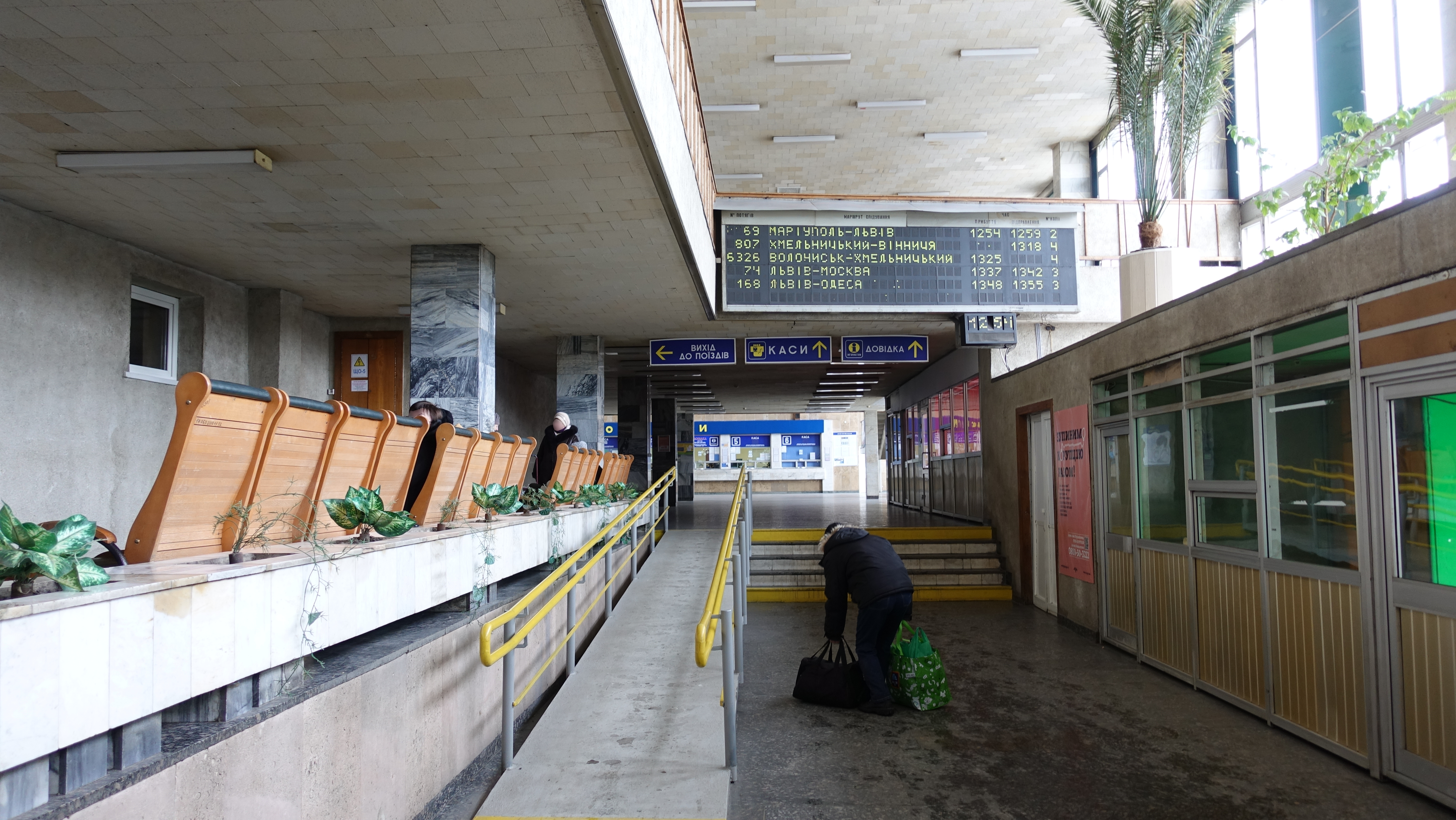
Табло прибуття/відправлення потягів
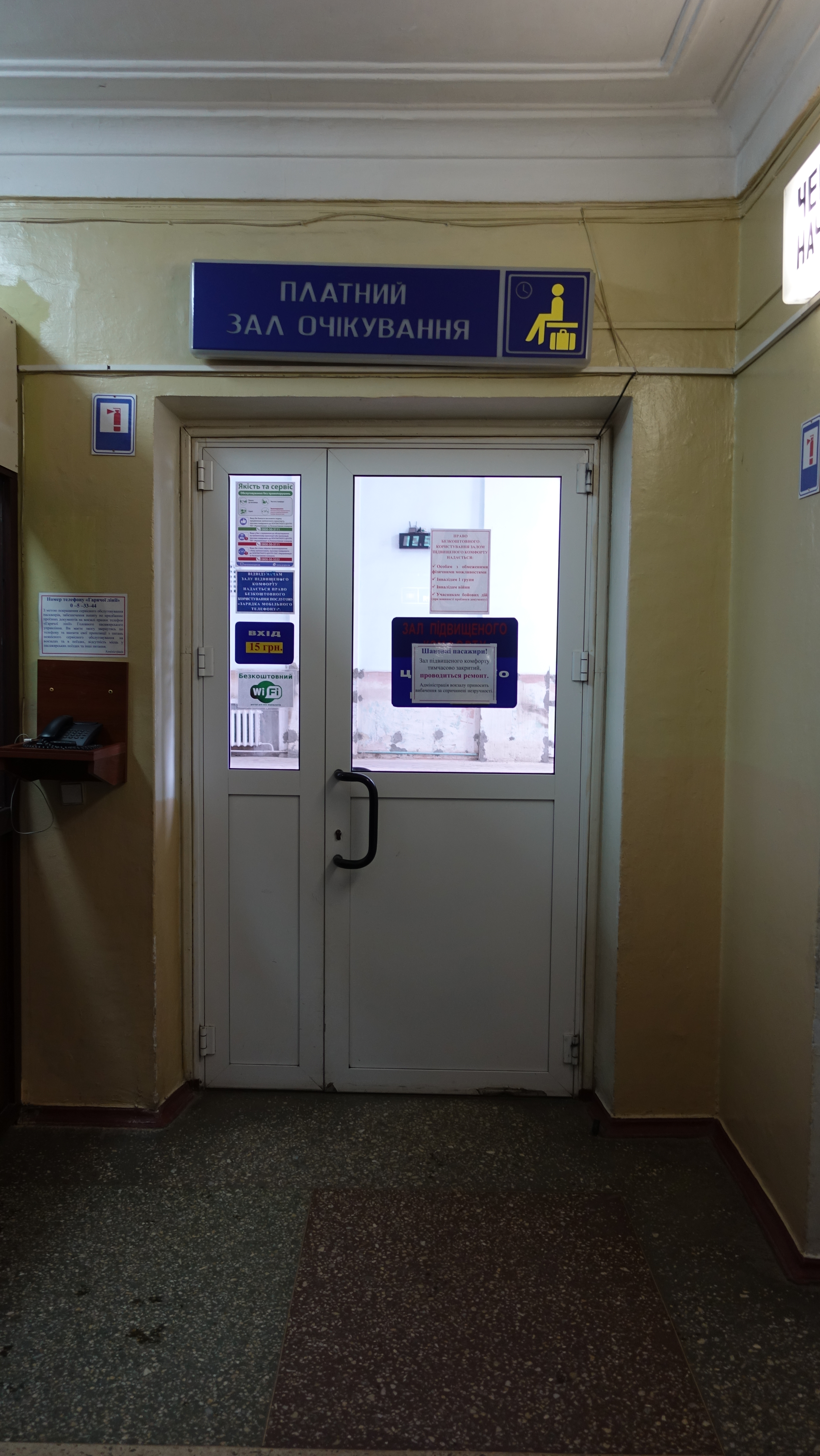
Платний зал чекання
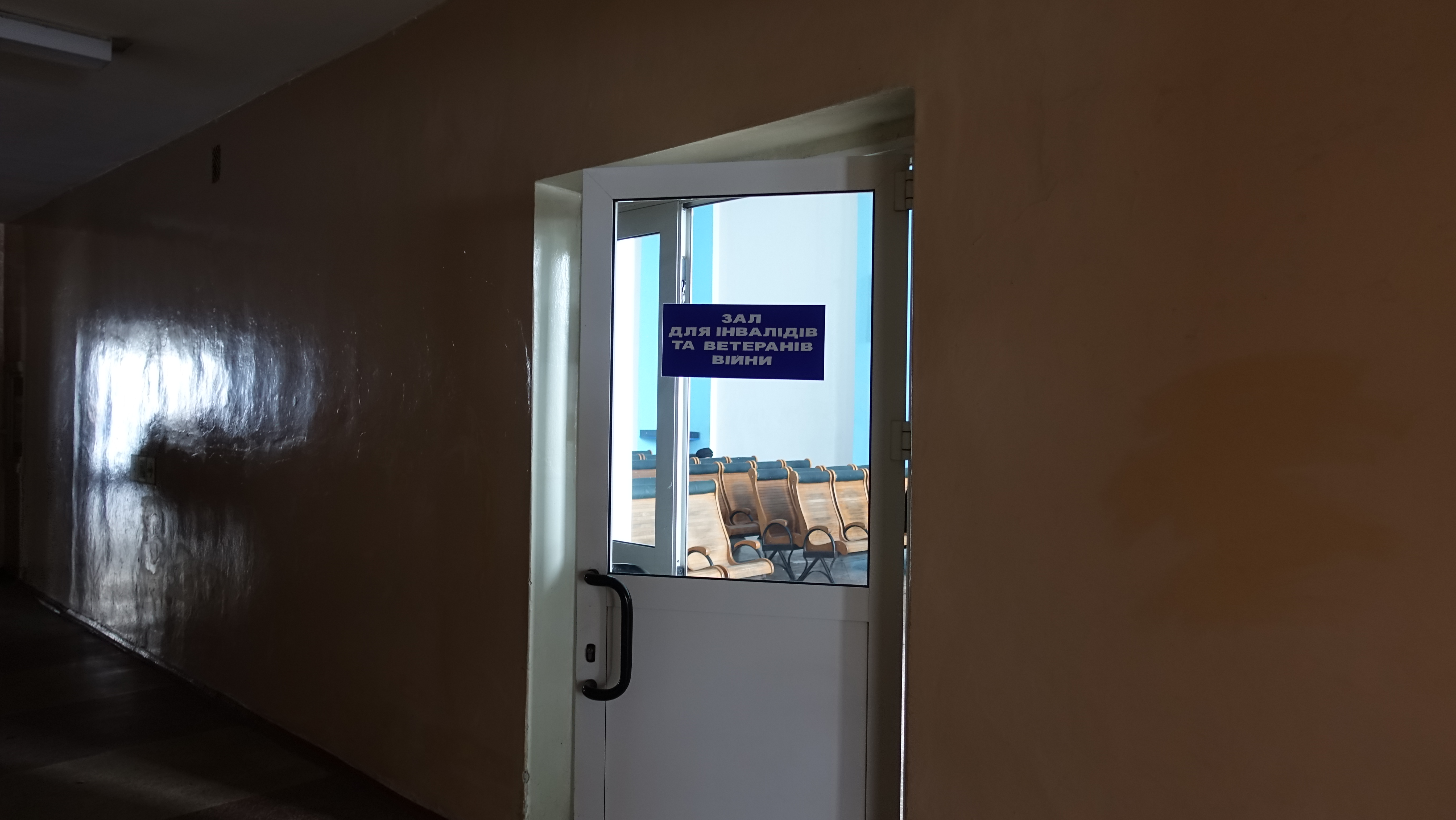
Зал чекання для осіб з обмеженими можливостями
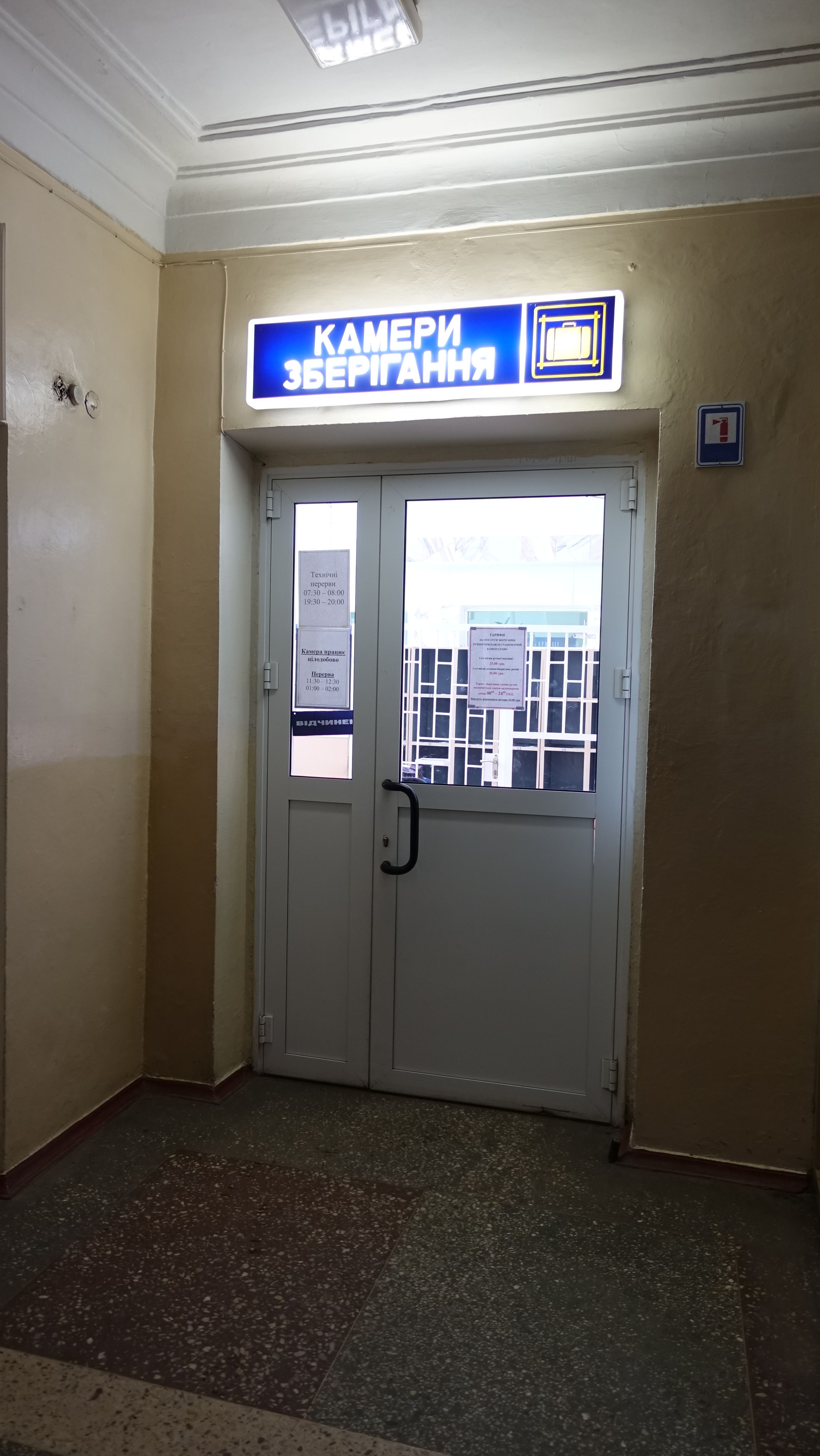
Камери схову
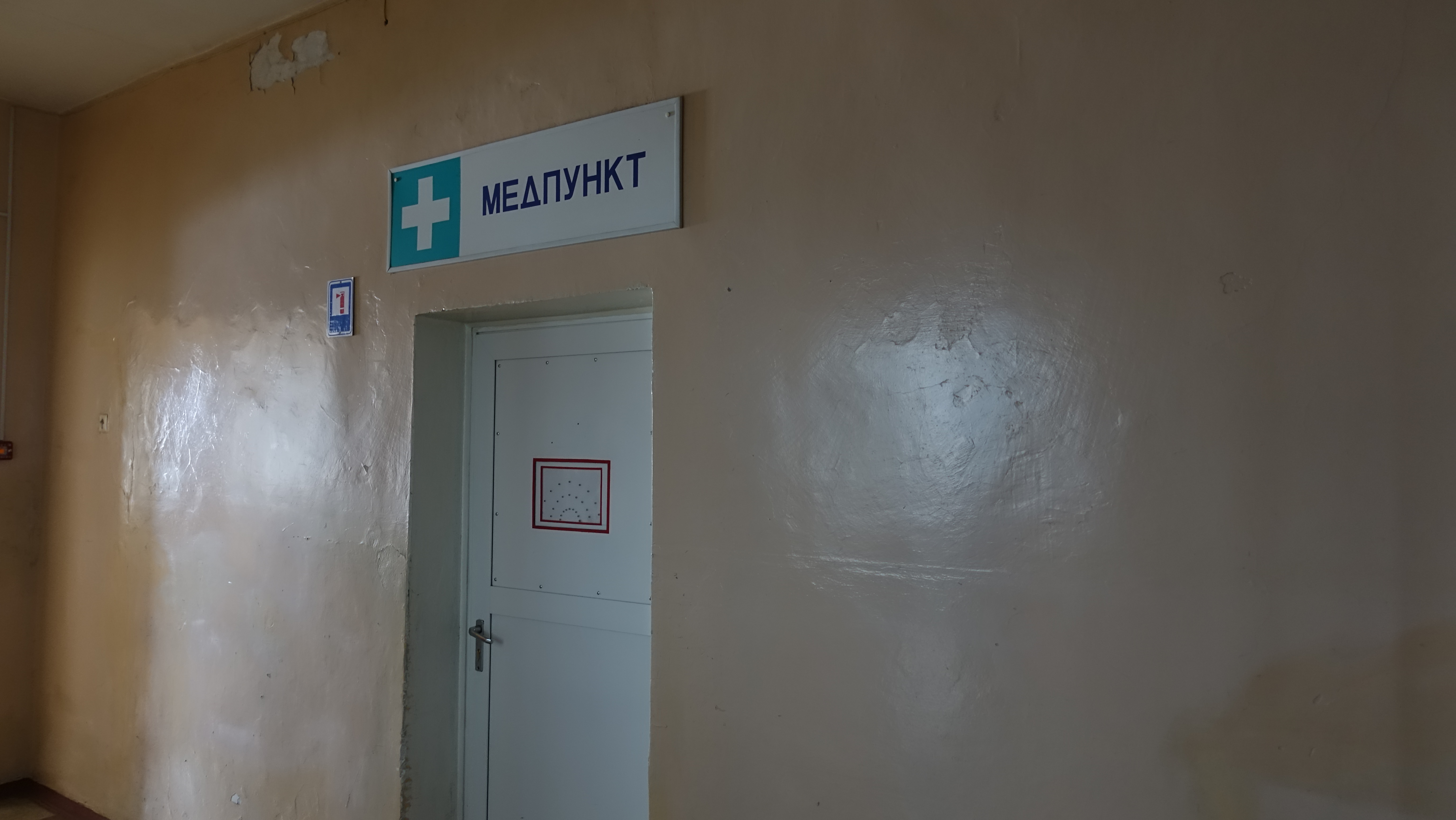
Медичний пункт